# Poitou-Charentes
Poitou-Charentes [pwaˌtuʃaˈʀɑ̃ːt] (poitevin-saintongeais Poetou-Chérentes, okzitanisch Peitau Charantas) war eine Region im Westen Frankreichs. Sie bestand aus den Départements Charente, Charente-Maritime, Deux-Sèvres und Vienne. Die Region hatte eine Fläche von 25.809 km² und 1.833.866 Einwohner (Stand 1. Januar 2022). Hauptstadt der Region war Poitiers. Zum 1. Januar 2016 wurde die Region Poitou-Charentes mit den benachbarten Regionen Limousin und Aquitanien zu einer neuen Region mit dem Namen Nouvelle-Aquitaine fusioniert.

## Wappen
Beschreibung:  Fünf goldene Burgen auf rotem Grund.
Die fünf Burgen (les cinq châteaux) stehen für die fünf historischen Landschaften Poitou, Aunis, Saintonge, Angoumois und Limousin.

## Geschichte
Das Gebiet der heutigen Region gehörte bis 1789 zu mehreren historischen Provinzen: Die Départements Deux-Sèvres und Vienne waren Teil des Poitou, der außerdem noch das heute zur Region Pays de la Loire gehörende Département Vendée umfasste. Das Gebiet des heutigen Départements Charente-Maritime entspricht ungefähr den historischen Provinzen Aunis und Saintonge, dasjenige des Départements Charente dem des Angoumois. Ein herausragender Platz der Vorgeschichte der Region ist die Nekropole von Bougon.
Mit der Einrichtung der Regionen in Frankreich 1960 entstand die Region Poitou-Charentes in den derzeitigen Grenzen neu. 1972 erhielt die Region den Status eines Établissements public unter Leitung eines Regionalpräfekten. Durch die Dezentralisierungsgesetze von 1982 erhielten die Regionen den Status von Collectivités territoriales (Gebietskörperschaften), wie ihn bis dahin nur die Gemeinden und die Départements besessen hatten. Im Jahre 1986 wurden die Regionalräte erstmals direkt gewählt. Seitdem wurden die Befugnisse der Region gegenüber der Zentralregierung in Paris schrittweise erweitert.

## Städte
Die bevölkerungsreichsten Städte der Region Poitou-Charentes sind:
| Stadt         | Einwohner (Jahr) | Département       |
| ------------- | ---------------- | ----------------- |
| Poitiers      | 89.472 (2022)    | Vienne            |
| La Rochelle   | 79.961 (2022)    | Charente-Maritime |
| Niort         | 60.074 (2022)    | Deux-Sèvres       |
| Angoulême     | 41.423 (2022)    | Charente          |
| Châtellerault | 31.105 (2022)    | Vienne            |
| Saintes       | 25.312 (2022)    | Charente-Maritime |
| Rochefort     | 23.188 (2022)    | Charente-Maritime |
| Bressuire     | 19.860 (2022)    | Deux-Sèvres       |
| Cognac        | 18.466 (2022)    | Charente          |
| Royan         | 19.322 (2022)    | Charente-Maritime |

## Politische Gliederung
Die Region Poitou-Charentes war in vier Départements untergliedert:
| 351.603 | (2022) |

| 668.160 | (2022) |

| 375.415 | (2022) |

| 438.688 | (2022) |

## Wirtschaft
Ein wichtiger Wirtschaftszweig ist auch heute noch die Landwirtschaft, deren berühmtestes Erzeugnis der Cognac ist.
Im Vergleich mit dem BIP der Europäischen Union ausgedrückt in Kaufkraftstandards erreichte die Region 2006 einen Index von 91,0 (EU-27 = 100).